# District de Qianshan
Pour les articles homonymes, voir Qianshan.
Le district de Qianshan (千山区 ; pinyin : Qiānshān Qū) est une subdivision administrative de la province du Liaoning en Chine. Il est placé sous la juridiction de la ville-préfecture d'Anshan.